# Beauvoir (Seine-et-Marne)
Beauvoir település Franciaországban, Seine-et-Marne megyében. Lakosainak száma 185 fő (2022. január 1.). Beauvoir Verneuil-l’Étang, Argentières, Aubepierre-Ozouer-le-Repos és Chaumes-en-Brie községekkel határos.

## Népesség
A település népességének változása:
| Lakosok száma | 197  | 207  | 209  | 205  | 198  | 192  | 185  | 183  | 185  |
|               | 2013 | 2015 | 2016 | 2017 | 2018 | 2019 | 2020 | 2021 | 2022 |